# Majster i czeladnik

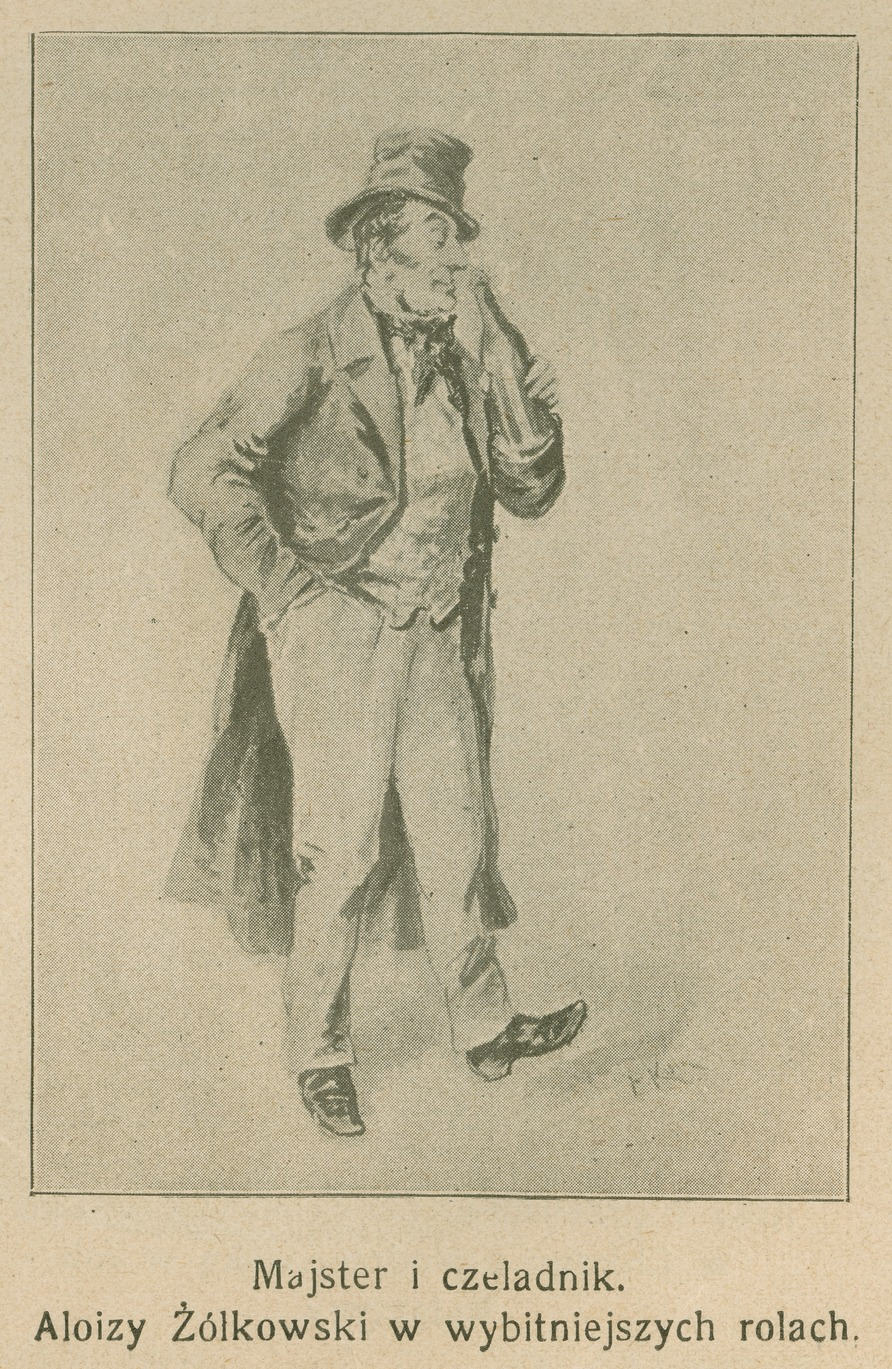
Alojzy Żółkowski w roli Szaruckiego (Majster i czeladnik).

Majster i czeladnik – komedia Józefa Korzeniowskiego w dwóch aktach. Prapremiera odbyła się 17 marca 1847.

## Treść
Akcja utworu rozgrywa się w Warszawie, w domu majstra szewskiego – Szaruckiego. Szarucki jest pijakiem i hulaką przysparzającym rodzinie tylko zmartwień. O warsztat dba właściwie młody czeladnik  Kasper Szczyglik. Kasper jest pracowity, przywiązany do rodziny i niepijący, jednak jest sierotą bez majątku. Z tego względu pani Szarucka wpada w gniew, gdy dowiaduje się, że Kasper romansuje z jej córką – Basią. Do domu wraca pijany majster Szarucki w towarzystwie swego przyjaciela od kieliszka – Łykalskiego. Okazuje się, że Łykalski owdowiał i poszukuje nowej żony do opieki nad pięciorgiem dzieci, a Szarucki przyrzekł mu rękę Basi. Początkowo pani Szarucka nie bierze poważnie pijackiego gadania, jednak okazuje się, że Łykalski ma za sobą argumenty finansowe. Sklep Szaruckich jest zadłużony i grozi mu licytacja. Małżeństwo z Łykalskim byłoby więc nadzieją na spłatę długu. Na szczęście nieoczekiwanie wychodzą na jaw sprzyjające okoliczności: oto Kasper Szczyglik posiada wsparcie zamożnego nieznajomego (prawdopodobnie jest nieślubnym synem szlachcica), który widząc, że Kasper wyrósł na pracowitego i uczciwego człowieka postanowił pomóc rodzinie w kłopocie, tym samym umożliwiając zakochanym zawarcie małżeństwa.

## Inscenizacje (wybór)[1]
- Teatr Miejski we Lwowie (1902)
- Teatr Narodowy w Warszawie (1928, reż. Aleksander Zelwerowicz)
- Teatr Miejski w Bydgoszczy (1931, reż. Kazimierz Korecki)
- Teatr Ateneum w Warszawie (1935, reż. Stanisława Perzanowska)
- Stołeczny Teatr Powszechny w Warszawie (1936, reż. Iwo Gall)
- Teatr m. st. Warszawy (1944, reż. Janusz Strachocki i Zygmunt Bończa-Tomaszewski)
- Teatr Mały w Szczecinie (1946, reż. Hanna Rajkowska)
- Teatr im. Wojciecha Bogusławskiego w Kaliszu (1958, reż. Tadeusz Kubalski)
- Teatr Ludowy w Warszawie (1960, reż. Jerzy Gorazdowski)
- Teatr Ziemi Opolskiej (1961, reż. Józef Gajdar)
- Teatr Zagłębia w Sosnowcu (1969, reż. Wiesław Mirecki)